# Fire OS
Fire OS — мобильная операционная система с закрытым исходным кодом, основанным на базе Android, созданная Amazon для собственных смартфонов Fire Phone,  планшетов, электронных книг Kindle Fire и иных устройств типа Amazon Fire. 
Основной акцент в Fire OS сделан на потребление контента, кастомизированом пользовательском интерфейсе и привязке к сервисам Amazon.com.
При сохранении совместимости с приложениями для Android, Fire OS поддерживает выполнение HTML5-приложений.
Интерфейс пользователя в Fire OS, ориентированный на работу с контентом, использует в качестве метода навигации «карусель». В системе обеспечена тесная интеграция с магазином приложений Amazon Appstore, облачным хранилищем и различными соцсетями, в том числе и с Goodreads.

## Особенности
Функция Second Screen (аналог Miracast) позволяет организовать вывод видео на телевизор (поддерживаются телевизоры Samsung и LG).
Для экономии заряда аккумулятора в Fire OS представлен специальный режим чтения, при котором процессор переводится в режим минимального потребления энергии (гибернации), отключаются все лишние части ОС, а выведенные на экран страницы сохраняются в отдельной памяти с низким энергопотреблением. В режиме чтения устройство может работать автономно до 17 часов.
Особенностью Fire OS также является кнопка «Mayday», позволяющая получить бесплатную техподдержку с ответом на вопрос в течение 15 секунд, специалисты могут получить полный удалённый контроль над устройством для диагностики и решения проблемы. При этом для защиты информации пользователя все данные в пользовательском разделе хранятся в зашифрованном виде.

## Список Fire OS устройств
- Amazon Fire HD 8 и 10 (10th generation)[5][6]
- Amazon Fire HD 10 (9th generation)
- Amazon Fire TV
- Kindle Fire
- Kindle Fire (2nd generation)
- Kindle Fire HD
- Kindle Fire HD (2nd generation)
- Kindle Fire HDX[англ.]
- Fire Phone[англ.]